# Paróquia da Lapinha
A Paróquia Nossa Senhora da Conceição da Lapinha está localizada no bairro da Lapinha em Salvador, capital do estado da Bahia.
Inaugurada em 1930 com estilo mourisco, é resultado de uma ampla reforma da capela que existiu no local, erguida a partir de 1771. Localizada ao lado do Pavilhão 2 de Julho onde se encontra a imagem do Caboclo, símbolo da independência da Bahia, onde inicia-se o cortejo da festa da Independência da Bahia.

## Referência geral
- LAPINHA / SOLEDADE. Salvador - Cultura todo dia.